# Vincent Riou
Pour les articles homonymes, voir Riou.
Vincent Riou, surnommé « le terrible », né à Pont-l'Abbé (Finistère) le 9 janvier 1972, est un navigateur français, notamment vainqueur du Vendée Globe en 2004-2005. 

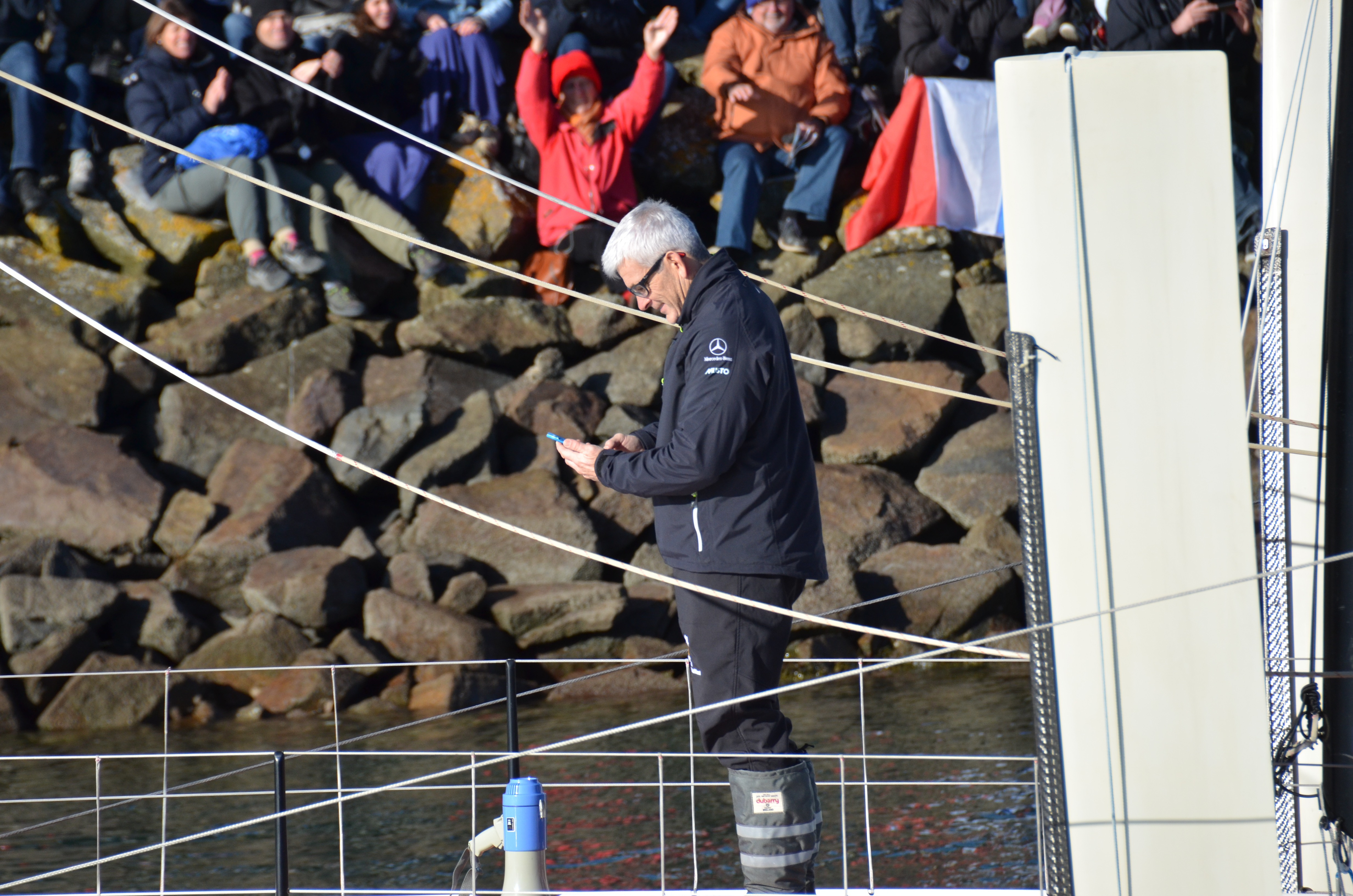
Vincent Riou au départ du Vendée Globe 2016-2017.

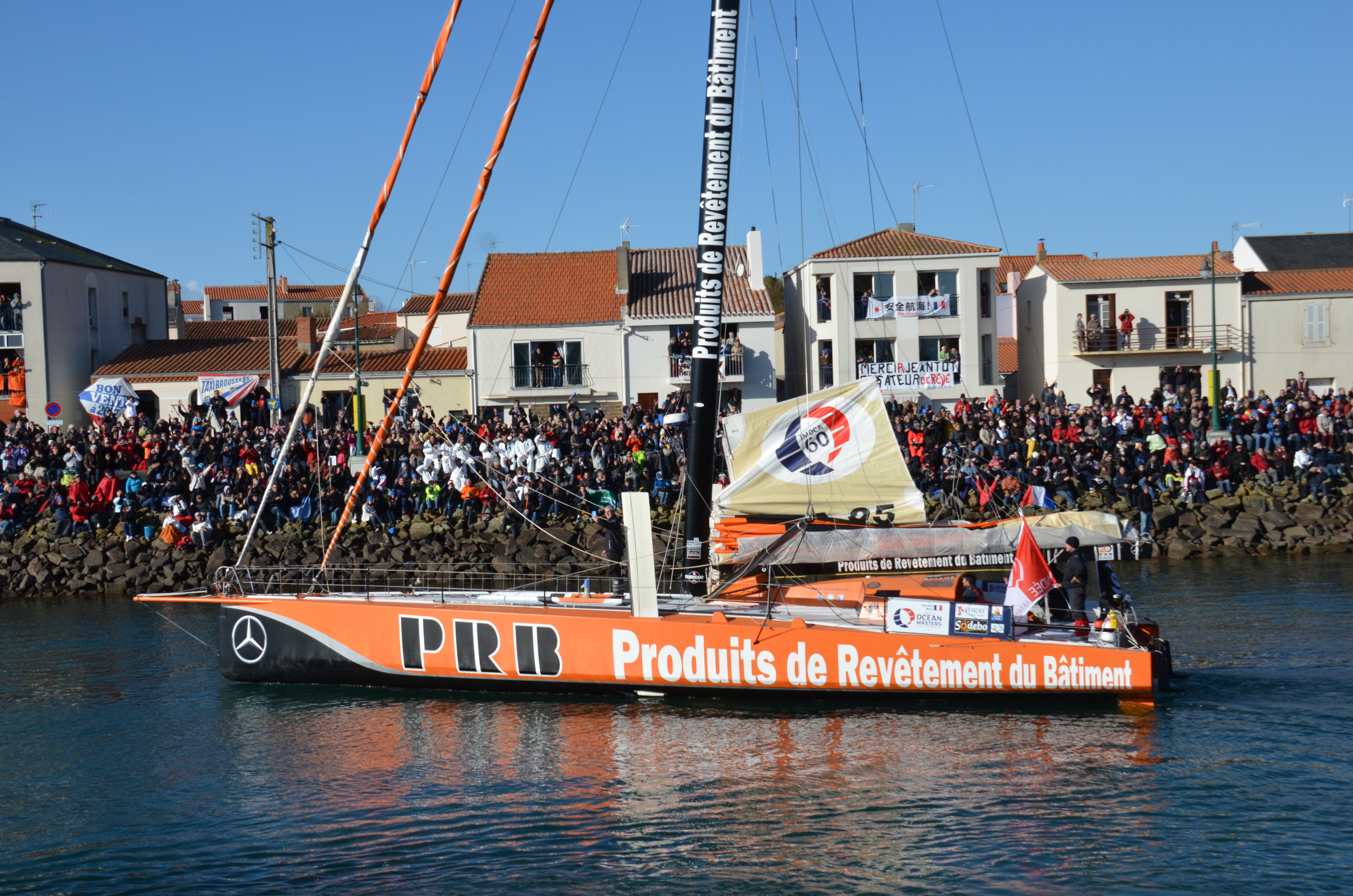
Vincent Riou au départ du Vendée Globe 2016-2017.

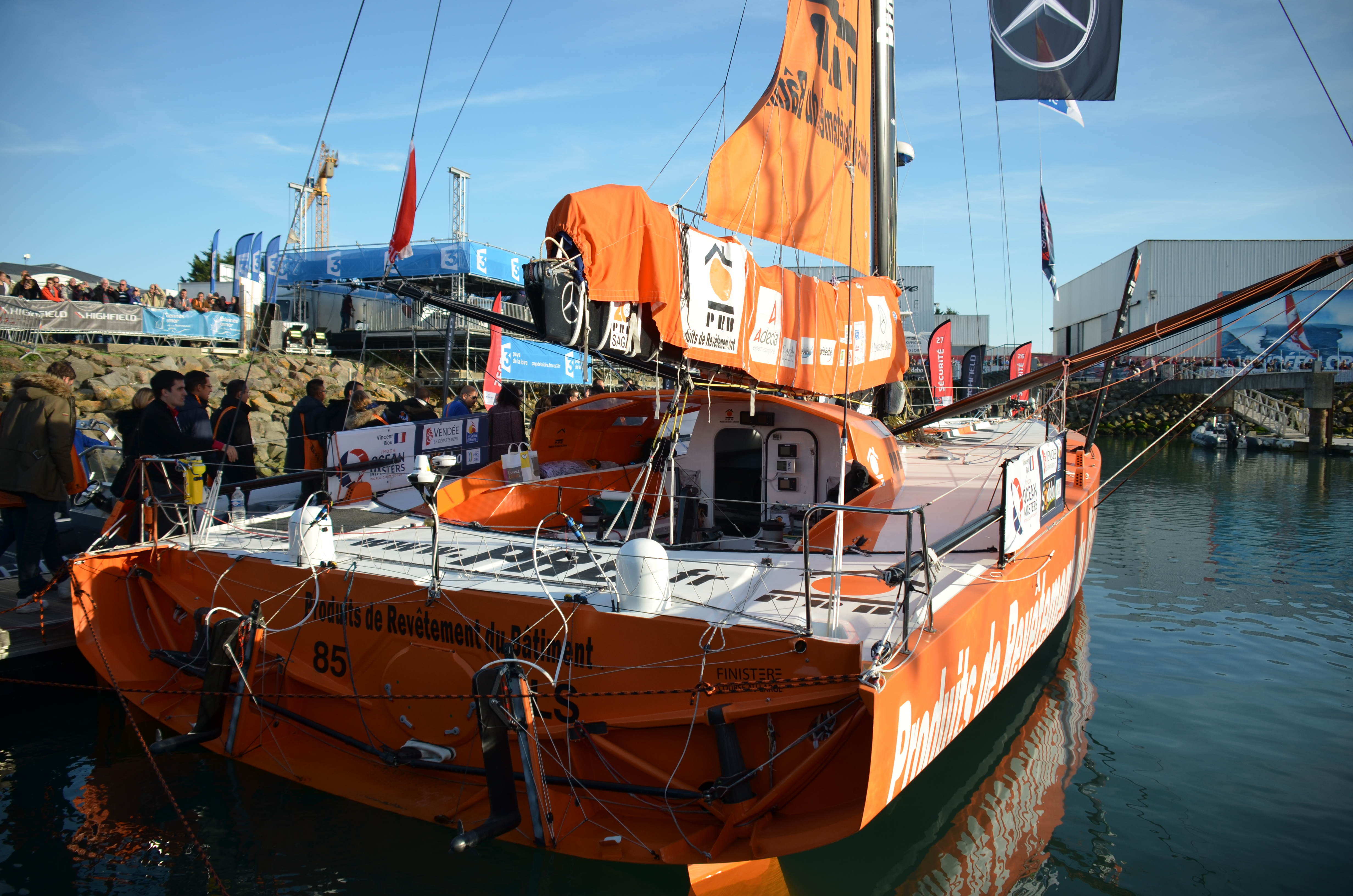
PRB

## Biographie
Il a un passé de régatier, mais aussi technique (préparateur de Michel Desjoyeaux pour le Vendée Globe 2000). Champion de France de match racing 1994, deux fois champion de France de First class 8 (1997 et 1998), il participe plusieurs fois à la solitaire du Figaro, dans laquelle il se classe quatrième en 2002.
Engagé dans le Vendée Globe 2004-2005, il remporte la course sur le voilier PRB qui était le bateau vainqueur de la précédente édition, barré par Michel Desjoyeaux. Arrivé le 2 février 2005 aux Sables-d'Olonne, il boucle le tour du monde en 87 jours, 10 heures, 47 minutes, améliorant de presque 6 jours le record de Michel Desjoyeaux, devant Jean Le Cam qui arrive seulement 7 heures plus tard après 41 000 kilomètres de course.
De retour de son Vendée Globe, il s’est lancé dans la construction d’un nouveau plan Farr mis à l’eau en juin 2006. Engagé dans la Route du Rhum, Vincent Riou doit abandonner à la suite de la rupture de son mât après deux jours de course. En 2007, il a participé à la Barcelona World Race accompagné par Sébastien Josse. Lors de la saison 2008, Vincent a remporté la Calais Round Britain Race et la Rolex Fastnet Race en double avec Sébastien Josse.
Il participe au Vendée Globe 2008-2009. Le 6 janvier 2009, au 57e jour de course, au large des côtes chiliennes, alors qu'il occupe la quatrième place de la course, il se déroute pour porter secours à Jean Le Cam qui a chaviré quelques heures plus tôt et le récupère à son bord,. Lors de la manœuvre de sauvetage, il casse un outrigger et, malgré une réparation de fortune, démâte 24 heures plus tard, peu après le passage du cap Horn. Il abandonne mais il finit officiellement classé troisième ex aequo, son abandon étant la conséquence de son assistance à Jean Le Cam et recevra la dotation associée à ce classement. Il a reçu la légion d'honneur par Nicolas Sarkozy.
En novembre 2009, Vincent Riou participe à la Transat Jacques Vabre avec Arnaud Boissières. Ils la finissent en septième position sur Akena Vérandas qui n'est autre que l'ancien monocoque PRB avec lequel il a été classé troisième ex aequo du Vendée Globe 2008-2009.
Le 11 mars 2010, Vincent Riou met à l'eau la cinquième version du monocoque de 60 pieds IMOCA PRB. Ce dernier a été dessiné par le duo d'architectes VPLP-Verdier (Vincent Lauriot-Prévost et Guillaume Verdier).
Il prend part au Vendée Globe 2012-2013. Le matin du 24 novembre 2012, alors qu'il était troisième, son bateau PRB heurte une tonne de port. Sa coque est déchirée sur 1,30 m à tribord et son tirant d'outrigger est gravement endommagé. Vincent Riou espère au début réparer la coque, mais capitule face au tirant en carbone. Il abandonne le lendemain. 
Il participe à la Transat Jacques-Vabre 2013 en compagnie de Jean Le Cam sur PRB 5.
En 2014, il prend le départ de la Route du Rhum mais est contraint à l'abandon au troisième jour, après que la structure de PRB a été endommagée par les conditions de mer depuis le départ.
Le 6 novembre 2016, il prend le départ du Vendée Globe, le 22 novembre, il est obligé d'abandonner après avoir percuté un objet flottant non identifié qui a provoqué une avarie de la quille du bateau.
Un an plus tard, il prend la deuxième place sur la Transat Jacques Vabre 2017 aux côtés d'Erwan Le Roux en Multi50 avant de s'aligner au départ de la Route du Rhum 2018 le 4 novembre 2018 sur son Imoca PRB, désormais doté de foils, avec une quatrième place à la clé. 
Parallèlement, il est contacté par Sébastien Simon pour prendre en main son projet de Vendée Globe sur un nouveau bateau à foils, Arkéa Paprec, mis à l'eau en juillet 2019. Ensemble, ils terminent huitièmes de la Transat Jacques Vabre 2019.

### Ses bateaux
- 60 pieds IMOCA :
  - 2001-2006 : PRB 3
  - 2006-2010 : PRB 4
  - 2010-2019 : PRB 5

### Palmarès
- 1993 :
  - 2e Challenge Crédit Agricole
  - 7e Transat Jacques-Vabre en solitaire (Le Havre → Carthagene) en catégorie IMOCA sur Maître Coq, en 28 jours et 13 heures.

- 1994 :
  - 2e du Tour de France à la Voile dans la catégorie amateur
  - 1er du championnat de France de Match Racing.

- 1995 : 3e du National Figaro.

- 1996 :
  - 3e du Spi Ouest France
  - 1er du Tour du Finistère
  - 1er de la Solo du Télégramme
  - 1er de la mini Fastnet
  - Champion de France de First Class.

- 1997 :
  - 12e du Championnat de France de Figaro Solo
  - Champion de France First Class 8.

- 1998 :
  - 15e de la Solitaire du Figaro

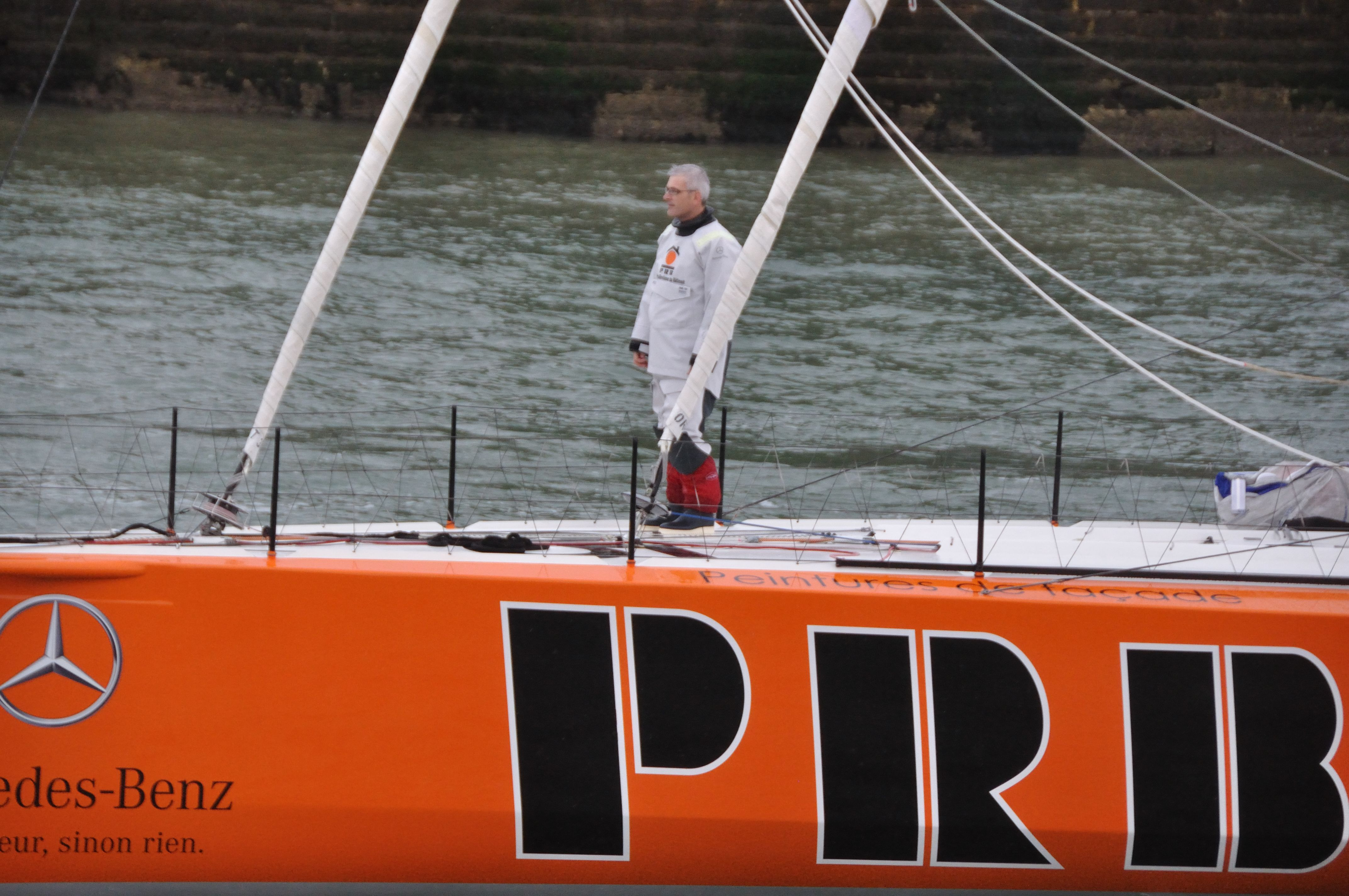

  - 2e du circuit européen de Bénéteau 25
  - 4e du Championnat de France de Figaro en équipage
  - Champion de France de First Class 8.

- 1999 :
  - 1er de l'Obelix Trophée en Figaro
  - 10e et 1er Bizuth de la Solo Porquerolles
  - 6e de la Tri Ar Mor
  - Champion de France de Figaro en équipage.

- 2000 : préparateur du 60' PRB de Michel Desjoyeaux, vainqueur du Vendée Globe.

- 2001 :
  - Saison sur le multicoque Bonduelle skippé par Jean Le Cam (1er du Grand Prix de Cagliari)
  - 3e du Grand Prix Monocoque de Quiberon sur PRB
  - 7e du Tour de Bretagne en double avec Michel Desjoyeaux
  - 11e de la Solitaire du Figaro
  - 8e de la Transat Jacques-Vabre (Le Havre → Salvador de Bahia) avec Bernard Stamm en catégorie IMOCA sur Bobst Group/Armor Lux, en 17 jours, 16 heures` et 55 minutes.

- 2002 :
  - 4e de la Transat AG2R avec Eric Drouglazet sur Jean Floc'h
  - 4e de la Générali Méditerranée
  - 4e de la Solitaire du Figaro
  - 6e de La Route du Ponant
  - 4e du Championnat de France Solitaire de course au large
  - Routeur de Michel Desjoyeaux, vainqueur de la Route du Rhum.

- 2003 (Skipper de PRB) :
  - Vainqueur de la Calais Round Britain Race (équipage)
  - 2e de la Rolex Fastnet Race (équipage)
  - 4e de la Transat Jacques-Vabre (Le Havre → Salvador de Bahia) avec Jérémie Beyou sur monocoque 60 pieds PRB
  - 2e du Défi Atlantique, transatlantique en solitaire Salvador de Bahia - La Rochelle.
  - Navigateur sur le trimaran Géant
  - 2e au Grand Prix de Lorient,
  - 4e du Challenge Mondial Assistance
  - 3e du Grand Prix de Fécamp

- 2004 : vainqueur du Vendée Globe en 87 jours 10 heures 47 minutes et 55 secondes sur le 60 pieds PRB

- 2005 :
  - 11e sur le Tour de Bretagne à la Voile en Figaro avec Jérémie Beyou à bord de Deltadore.
  - Routeur de Banque Populaire (vainqueur) et de Roxy sur la Transat Jacques Vabre.
  - Marin de l'année de la Fédération Française de Voile.

- 2007 :
  - Abandon sur la Barcelona World Race (en double avec Sébastien Josse)
  - Vainqueur de la Rolex Fastnet Race (en double avec Sébastien Josse)
  - Vainqueur de la Calais Round Britain Race (en équipage).

- 2009 : 3e ex æquo sur PRB dans le Vendée Globe (reclassement à la suite d'un démâtage consécutif à une opération d'assistance, après 59 jours de mer)[12].

- 2010 :
  - 2e sur PRB du Tour d'Espagne à la voile[13].

- 2011 :
  - Vainqueur de la Course du Fastnet dans la classe Open 60 IMOCA sur PRB[14].

- 2012 :
  - Abandon lors du Vendée Globe 2012-2013
  - Vainqueur de la Europa Warm'Up.

- 2013 :
  - Vainqueur de la Transat Jacques Vabre avec Jean Le Cam en catégorie IMOCA sur PRB, en 17 jours, 0 heure, 41 minutes et 47 secondes[15] ; 5e au classement général
  - 5e de la Rolex Fastnet Race avec Jean Le Cam.

- 2015 : vainqueur de la Transat Jacques Vabre avec Sébastien Col en catégorie IMOCA sur PRB, en 17 jours,0 heure, 22 minutes et 24 secondes.

- 2016 : abandon lors Vendée Globe à la suite de la rupture de la quille à cause d'un OFNI sur IMOCA PRB.

- 2017 : 2e de la Transat Jacques-Vabre (Le Havre → Salvador de Bahia) avec Erwan Le Roux en catégorie Multi50 sur Fenêtréa - Mix Buffet, en 11 jours, 2 heures, 51 minutes et 23 secondes.

- 2018 : 4e de la Route du Rhum - Destination Guadeloupe en catégorie IMOCA sur PRB en 13 jours, 0 heure, 21 minutes et 8 secondes ; 9e au classement général.

- 2023 :
  - 6e de la 9e édition de la course Les Sables-Horta-Les Sables avec Aurélien Ducroz sur le Class40 Crosscall (#166)
  - 9e de la CIC Normandy Channel Race avec Aurélien Ducroz sur le Class40 Crosscall (#166)

### Résultats au Vendée Globe
| Édition                | Classement |
| Vendée Globe 2004-2005 | Vainqueur  |
| Vendée Globe 2008-2009 | 3e         |
| Vendée Globe 2012-2013 | Abandon    |
| Vendée Globe 2016-2017 | Abandon    |

## Distinction
- RMC Sport Awards de la victoire de l'année 2015[16].